# Чемпіонат світу з трекових велоперегонів 1934
Чемпіонат світу з трекових велоперегонів 1934 проходив з 10 по 19 серпня 1934 року в Лецпцизі, Німеччина. Змагання проводилися у спринті та гонці за лідером серед професіоналів та у спринті серед аматорів.

## Медалісти

### Чоловіки
Професіонали
| Дисципліна       | Золото      | Срібло         | Бронза            |
| Спринт           | Джеф Шеренс | Альберт Ріхтер | Луї Жерардін      |
| Гонка за лідером | Еріх Меце   | Пауль Кревер   | Едоардо Северніні |

Аматори
| Дисципліна | Золото         | Срібло       | Бронза        |
| Спринт     | Бенедетто Пола | Арі ван Вліт | Крістіан Лент |

## Загальний медальний залік
| Місце  | Країна             | Золото | Срібло | Бронза | Загалом |
| ------ | ------------------ | ------ | ------ | ------ | ------- |
| 1      | Третій Рейх        | 1      | 2      |        | 3       |
| 2      | Королівство Італія | 1      |        | 1      | 2       |
| 3      | Бельгія            | 1      |        |        | 1       |
| 4      | Нідерланди         |        | 1      |        | 1       |
| 5      | Франція            |        |        | 2      | 2       |
| Всього | Всього             | 3      | 3      | 3      | 9       |